# Список персонажей мультсериала «Чудеса на виражах»
Здесь представлен список всех основных и второстепенных персонажей диснеевского мультсериала «Чудеса на виражах», выпущенного в 1990 году.

## Компания «Заплати и Лети»

### Балу
Балу фон Бруинволд XIII (англ. Baloo von Bruinwald XIII) — главный герой всего мультсериала. В меру упитанный серый медведь, носящий красную пилотскую фуражку и форменную жёлтую рубашку. Основой персонажа послужил одноименный медведь из диснеевского мультфильма Книга Джунглей, однако здесь он носит одежду и вместо когтистых лап имеет четырёхпалые кисти рук.
Балу превосходный лётчик-ас, способный на самые невероятные манёвры в воздухе. Пилотирует гидросамолёт Conwing L-16 с двигателями Superflight 100, который он ласково назвал «Нырок» (англ. Sea Duck). Живёт в Кейп-Сюзет в деревянном доме, расположенном на берегу. Ранее владел компанией «Авиаперевозки Балу», но позже лишился права собственности из-за неуплаты долгов. Компания, а также его самолёт перешли во владение бизнес-леди Ребекки Каннингем, а ему самому пришлось устроиться на работу в её компанию «Заплати и лети» (англ. Higher for Hire). Балу по характеру весёлый и общительный, обожает всевозможные развлечения и вкусную еду. Очень ленив, поэтому как следствие работать не любит, часто опаздывает с доставкой груза, а также имеет привычку засыпать в рабочее время. Кроме того, достаточно малообразован и неряшлив. Но, несмотря на все недостатки, Балу очень добр и порядочен, всегда приходит на помощь своим друзьям, в некоторых случаях рискуя собственной жизнью. Способен обхитрить практически любого врага. Имеет фактического приёмного сына по имени Кит Ветрогон. Происхождение Балу раскрывается в одной из серий, когда выясняется, что он принадлежит богатому роду баронов фон Бруинволдов (о чём он никогда не догадывался). Некоторые характерные особенности Балу остались ещё с «Книги Джунглей», например, прозвище «Папа-мишка», данное ему Маугли, которым теперь его называет Кит. Озвучивание — Эд Гилберт.

### Кит Ветрогон
Кит Ветрогон (англ. Kit Cloudkicker) — бурый медвежонок-сирота, один из главных персонажей мультсериала. Ему двенадцать лет. До встречи с Балу целый год был в банде воздушных пиратов, но поняв, что он в душе не грабитель, сбегает. Обычно Кит носит зелёный свитер, а также синюю бейсбольную кепку с красным козырьком, которую ему подарил Балу в знак дружбы и доверия. Самого Балу он воспринимает, как отца, называя «Папой-мишкой». Кит обладает навыком «воздушного сёрфинга», то есть, прицепляясь к самолёту или любому другому транспорту, способен парить в воздухе на специальной доске. Чаще всего летает на «Нырке» в качестве штурмана, и мечтает в будущем сам управлять самолётом. Кит по характеру задорный, и в чём-то похож на Балу, однако к работе относится более серьёзно.

#### Озвучивание
Первоначально, создатели «Чудес на виражах», Джимн Мэгон и Марк Заслов выбрали на роль Кита ребёнка-актёра Алана Робертса, который успел озвучить персонажа в некоторых сериях. Но позднее, когда директором кастинга сделали Джинни МакСвэйна, то он подумал, что голос Кита должен быть старше и более «ломанным». Тогда, на озвучивание Кита был выбран другой юный актёр Р. Джей Уильямс, поскольку МакСвэйн счёл его более опытным актёром-ребёнком.

### Ребекка Каннингем
Ребекка «Бекки» Каннингем (англ. Rebecca «Becky» Cunningham) — стройная коричневая медведица с длинными волосами, одна из главных героинь мультсериала. Ребекка обычно носит узкие фиолетовые брюки, белую водолазку и тёмно-розовую курточку. Является хозяйкой компании по доставке грузов «Заплати и Лети», принадлежавшей ранее Балу и вместе с «Нырком» проданной ей за долги. Живёт в доме с водопадом в богатом квартале Кейп-Сюзет. С самой первой встречи Балу стал называть её «Бекки». Сначала она раздражалась от такого прозвища, но позже привыкла, особенно после того, как они с Балу официально решили стать друзьями. Кроме того, многие поклонники мультсериала считают, что между Балу и Ребеккой есть романтические отношения, однако до конца эта тема в мультсериале не раскрывалась. Характер у Ребекки достаточно переменчивый: она может резко вспылить и нагрубить, а в следующий момент смягчиться и стать добрее. Также ей не чужда романтика. Из-за своей излишней упрямости часто попадает в беду, но в итоге может признать, что была не права. Ребекка практичный предприниматель, закончила бизнес школу. Нередко выдвигает нестандартные бизнес-идеи для заработка. В работе требовательна к сотрудникам. Имеет пятилетнюю дочь Молли. О муже Ребекки практически ничего неизвестно. По самой распространённой версии он умер ещё до рождения Молли, однако, по словам Джимна Мэйгона, одного из создателей мультсериала, он просто расстался с супругой. Оригинальное озвучивание — Салли Струзерс.

### Молли Каннингем
Молли Каннингем (англ. Molly Cunningham) — девочка-медвежонок с жёлтой шерстью, шестилетняя (по другим источникам, пятилетняя) дочь Ребекки. По характеру Молли вспыльчива и всегда смело высказывает своё мнение, полностью подражая матери. Несмотря на свой юный возраст, достаточно умна и в опасной ситуации может постоять за себя и своих друзей. Молли любит разыгрывать из себя «Женщину-Грозу» — свою любимую героиню из популярной радиопередачи, когда ищет приключения с Китом и Балу. Любимая игрушка — кукла Люси, с которой она практически никогда не расстаётся. Озвучивание — Дженна Майклз. В Утиных Историях 2017 года она появится в 3 сезоне.

### Баламут
Баламут (англ. Wildcat) — рыжий дикий кот, одетый в рабочий комбинезон, давний друг Балу. Является механиком компании «Заплати и Лети». Страдает некоторыми дефектами речи (а именно сигматизмом). По характеру Баламут общителен, рассеян и часто ведёт себя, как ребёнок, но при этом обладает незаурядными способностями к конструированию и ремонту разнообразных машин и механизмов. Очень любит детей и животных, особенно динозавров. Озвучивание — Пэт Фрэйли.

### Луи
Луи (англ. Louie) — орангутан, носящий гавайскую рубашку и соломенную шляпу. Луи также был взят из мультфильма Книга джунглей, но, в отличие от прототипа, здесь он является лучшим другом Балу. Содержит ресторан «У Луи», пользующийся большой популярностью у лётчиков Кейп-Сюзета. Сам бар находится на острове за пределами защитного периметра города. Несмотря на всю внешнюю простоту, Луи весьма хитёр, и когда дело касается женщин или бизнеса, часто составляет серьёзную конкуренцию Балу. Озвучивание — Джим Каммингс.

## Воздушные пираты

### Дон Карнаж
Дон Карнаж (англ. Don Karnage) (озвучен Джимом Каммингсом в сериале и Хайме Камилом в Утиных историях) — главарь банды воздушных пиратов, держащей в страхе всех пилотов в районе Кейп-Сюзет. Является главным антагонистом мультсериала. С виду красный волк, носящий сине-красный мундир и вооружённый длинным клинком. Банда Карнажа владеет массивным дирижаблем «Железный Гриф» (англ. Iron Vulture), а во время непосредственных воздушных боёв летает на самолётах ST-37. Сама база пиратов расположена на недоступном вулканическом острове неподалёку от Кейп-Сюзет. По характеру Карнаж хитёр, эмоционален (ведь еще он не любит, когда называют его идеи, или его самого, глупыми), и очень самодоволен (часто называет себя «великим и ужасным»). Обладает неплохим стратегическим мышлением, однако зачастую не учитывает некоторые возникающие на практике обстоятельства, что в конце концов рушит все его преступные замыслы. Несмотря на кажущуюся беспощадность, Дон Карнаж часто проявляет милосердие. Кроме того, он дорожит своей честью и всегда держит данное слово.

### Другие пираты
- Бешеный пёс (англ. Mad Dog) — тощий коричневый пёс, один из главных помощников Карнажа. Обладает тонким гнусавым голосом. Часто получает от своего капитана пинки и побои. Озвучивание — Чарли Адлер[6].
- Самосвал (англ. Dumptruck) — неуклюжий синий пёс, носящий цилиндр на голове. Работает у Карнажа в качестве вышибалы. Самосвал обладает очень большой силой, но при этом достаточно глуп. Говорит с сильным голландским акцентом. В одной из серий именно ему Карнаж доверяет командование бандой в своё отсутствие. Чаще всего Самосвала можно встретить в компании с Бешеным псом. Озвучивание — Чак МакКанн[6].
- Болтун (англ. Gibber) — пёс, носящий жёлтую куртку и шапку-ушанку. Фактически правая рука Карнажа. Шепчет ему на ухо советы по дальнейшим действиям, однако зритель в большинстве случаев кроме шёпота ничего не сможет разобрать. Озвучивание — Чак МакКанн.
- Храп (англ. Ratchet) — коричневый пёс, главный механик воздушных пиратов. В серии «Грабёж и молнии» с помощью справочника по электронике построил Электрический разрядник. Озвучивание — Роб Полсен.
- Хал (англ. Hal) — толстый жёлтый кот. В течение мультсериала играет значительную роль только в серии «Пушки и прыжки». Озвучивание — Фрэнк Уэлкер[6].
- Джок по прозвищу Скотти (англ. Jacques «Scottie») — шотландский терьер, главный пилот «Железного грифа». Говорит с французским акцентом. До невозможности флегматичен и невозмутим. Часами может спать под разглагольствования Дона Карнажа и незамедлительно действовать, когда дело касается конкретных приказов.
- Рашпиль (англ. Dunbass) - пëс телесного цвета,страдающий слабоумием. Одет в рваные тëмно-зелëные штаны с ремнëм и синюю жилетку, на плечах носит динамитные шашки в подсумках. Уши связаны между собой резинкой. В серии "Просто у Вас глупый вид" чуть не утопил "Железный гриф" из-за того, что на корабле якобы было "полно воды" (На самом деле на полу была небольшая лужа от упавшего ведра), открыв бомболюк, когда дирижабль был на воде.

## Тембрийцы
- Полковник Иванод Спигот[29] (англ. Col. Ivanod Spigot) — синий низкорослый кабан, всегда одетый в красную военную форму. Является главнокомандующим воздушного флота тоталитарного государства Тембрия, хотя сам летать не умеет. Характер у Спигота скверный, страдает комплексом неполноценности ввиду собственного малого роста и как следствие, манией величия. Думает, что обладает дурной славой, часто повторяя «Возможно, вы уже слышали обо мне?». Чтобы выслужиться перед начальством в лице Верховного Маршала, готов пойти на всё. Озвучивание — Майкл Гоф[6].
- Сержант Дандер (англ. Sgt. Dunder) — главный помощник Спигота. В отличие от большинства тембрийцев, далеко не так эгоистичен и беспощаден. Как преданный солдат, часто берёт всю вину Спигота на себя. Но вместо благодарности Спигот обычно его называет «сержантом-тупицей». Дандер является хорошим другом Балу и Кита. Озвучивание — Лорензо Мьюзик[6].
- Верховный маршал (англ. The High Marshal) — диктатор государства Тембрия, своими кустистыми бровями напоминающий Леонида Брежнева. Строг, лишён чувства юмора, не жалует Спигота. За любую даже незначительную провинность может приговорить к пожизненному заключению или расстрелу. Женат на неназванной тембрийке, внешне похожая на Викторию Брежневу, которая настолько сильна, что может сшибить его с ног единственным ударом. Озвучивание — Джек Эйнджел[6].
- Профессор Крэкпоткин (англ. Prof. Crackpotkin) — тембрийский учёный, сосланный на «Остров наказаний» за террористические действия. Мать кормила его только овсом на протяжении двадцати лет. На этой почве профессор свихнулся и решил уничтожить все запасы овса в Тембрии. Появляется в серии «Овёс и необычное наказание». Его имя является явной отсылкой на Кропоткина. Озвучивание — Джон Стивенсон.
- Надзиратель Слэммер (англ. Warden Slammer) — строгий надзиратель усиленно охраняемой тюрьмы «Острова наказаний». С первого взгляда он кажется безжалостным, но, в конечном счете, оказывается более или менее справедливым и уравновешенным индивидом. Появляется в серии «Овёс и необычное наказание».
- Уолтерс (англ. Walters) — тембриец, хозяин оружейного завода, через Балу пославший бомбу Верховному маршалу, чтобы тот в итоге объявил войну Кейп-Сюзет и оружейный завод вновь заработал. Появляется в серии «Осторожно, за штурвалом ас».

## Корпорация «Хан Индастриз»

### Шер-Хан
Шер-Хан (англ. Shere Khan) — бенгальский тигр, внешне схожий с одноимённым персонажем мультфильма Книга джунглей, но здесь ходит на двух лапах и одет в строгий деловой костюм. Хан является главой крупнейшей в мире промышленной корпорации «Хан Индастриз», а также очень богатым и влиятельным бизнесменом Кейп-Сюзет. Общая стоимость его предприятий достигает 3,7 миллиардов долларов. Кроме того, он имеет хорошо вооружённый военный флот, как воздушный, так и морской, которых помимо деловых интересов часто использует для защиты города от врагов. Почти всегда сопровождается неназванным помощником-тигром. По характеру Хан скрытный, обладает острым проницательным умом. Ради коммерческой выгоды и власти готов на всё, не брезгует даже физическим устранением конкурентов. В одной из серий сотрудничал с пиратами, чтобы повысить цены на топливо. Но, несмотря на это, Хан всегда привык платить по счетам и не нарушать данного слова. Нельзя также сказать, что он не уважает мнение простых жителей. Озвучивание — Тони Джей.

### Другие сотрудники
- Базз (англ. Buzz) — низкорослая птица неизвестной видовой принадлежности с пурпурной причёской. Является главным инженером компании «Хан Индастриз», а также хорошим другом Балу. Создал огромное количество полезных (и не очень) изобретений, в том числе и экспериментальный прототип вертолёта. Появляется в сериях «Балу-громовержец» и «Реактивный Балу». Озвучивание — Кеннет Марс[6].
- Миссис Снарли (англ. Mrs. Snarly) — пожилая землеройка, сварливая секретарша Шер-Хана. Появляется в сериях «Медведь на бреющем полёте», «Балу-громовержец» и «Реактивный Балу». Озвучивание — Дженнифер Дарлинг[6].
- Доктор Деболт (англ. Dr. Debolt) — один из ведущих учёных Хана. Низкорослый оранжевый кролик, изобрётатель Субэлектронного усилителя, позволяющего обеспечивать предприятия Хана неограниченной энергией. Позже усилитель был похищен пиратам для создания лучевого оружия. Появляется в третьей и четвёртой частях пилотной серии «Грабёж и молнии». Озвучивание — Роб Полсен.
- Дуглас Бенсон по прозвищу Дуги (англ. Douglas «Dougie» Benson) — полосатый низкорослый кот, неудачливый инвестор компании. Пытался захватить остров Луи для своей личной выгоды, подделав подпись Хана и взяв с собой его лётчиков. Из-за своей неуклюжести часто вызывает смех у всех, кто с ним рядом, при этом повторяя фразу «Что смешного?!» (по его словам, с 5 лет так над ним издевались). Появляется в серии «Последний шанс Луи». Озвучивание — Марк Л. Тэйлор.
- Мистер Перри (англ. Mr. Perry) — стильно одетый гепард. Пытается выкрасть сверхсекретный экспериментальный вертолёт и продать конкуренту Шер-Хана, корпорации «Минивёрсал». Появляется в серии «Балу-громовержец». Озвучивание — Майкл Белл.
- Гарт и Гас (англ. Garth and Gus) — хорошо одетые тигр и леопард, наёмники Шер-Хана, посланные к Балу, чтобы преподать ему урок за проявленное неуважение. Появляются в серии «Если ты спас тигра». Озвучивание — Патрик Зиммерман и Тони Поуп.
- Капитан Хотсбер (англ. Captain Hotspur) — лев, командир одного из эсминцев Хана. Его направляют на задание в местность, где таинственным образом начинают исчезать самолёты. Появляется в серии «Просто у Вас глупый вид». Озвучивание — Фрэнк Уэлкер.

## Эпизодические персонажи
- Профессор Мартин Финт (англ. Prof. Martin Torque) — самоуверенный доберман-изобретатель, создавший пилотов-роботов, чтобы полностью заменить ими настоящих лётчиков. Появляется в серии «Кто заменит робота?».
- Торговец Мо (англ. Trader Moe) — маленький аллигатор-гангстер, обычно сопровождаемый неназванными глупыми подручными, носорогом и гориллой. Появляется в сериях «Время не ждёт», «Тембрийская награда» и «Всё или ничего». Озвучивание — Джим Каммингс[6].
- МакНи (англ. MacNee) — коала, злобный охотник-браконьер, пытавшийся поймать таинственного зверя Янкара и разбогатеть. Появляется в серии «Трудно быть мамой». Озвучивание — Джим Каммингс[6].
- Принц Навахансбинброк (англ. Prince Neverhasbeenbroke) — гиена, эксцентричный дружелюбный правитель неназванной страны в пустыне, в которую Балу, Кит и Ребекка должны были доставить айсберг для горнолыжного курорта. Появляется в серии «Лёд и больше ничего», а также в качестве камео в серии «Тембрийская награда». Озвучивание — Джим Каммингс.
- Ковингтон (англ. Covington) — стильно одетый ягуар-авантюрист. Убегая от своих сообщников, прячет ценную статуэтку в «Нырке», которая попадает к Молли. Ему приходится притвориться, что влюбился в Ребекку, чтобы заполучить статуэтку назад. Появляется в серии «Молли в неволе». Озвучивание — Джим Каммингс.
- Игнатиус (англ. Ignatius) — зелёный говорящий попугай. Его хозяин, капитан Хуани Тумани, передал ему местонахождение закопанных сокровищ, которыми он решил поделиться с Балу и Китом. Появляется в серии «Охотники за сокровищами». Озвучивание — Скотт Баллок.
- Хаймлик Гений (англ. Heimlich Menudo) — леопард-гангстер, питает страсть к бриллиантам. Собрал весь преступный синдикат Кейп-Сюзет в одну группу для осуществления так называемого «Манёвра Хаймлика». Имеет подручного Хитроу, который через Балу делал кодовые надписи на небе для осуществления манёвра. Появляется в серии «Игра слов». Озвучивание — Кеннет Марс.
- Детектив Четверг (англ. Detective Thursday) — пёс-детектив, работающий на секретное подразделение в полиции Кейп-Сюзет. Имеет тайную штаб-квартиру в прачечной. Благодаря смекалке предотвращает осуществление планов Хаймлика. Появляется в серии «Игра слов». Озвучивание — Джек Эйнджел.
- Дэн Доусон (англ. Daring Dan Dawson) — горностай, трюкач-мошенник, взявший Кита в свой воздушный цирк и заставлявший его за гроши выполнять опасные трюки. Позже был арестован. Появляется в серии «Буря». Озвучивание — Кам Кларк.
- Верзила Говард (англ. Howard Huge) — неудачливый бегемот-авиаконструктор (отсылка к Говарду Хьюзу). В якобы аномальной зоне под названием «Бермедский трапецоид» он использовал гигантский магнит для притягивания пролетающих самолётов и постройки из них своего гигантского аэроплана «Титановый индюк» (отсылка к «Еловому гусю» Хьюза). Появляется в серии «Еле-еле душа в теле». Озвучивание — Чарли Адлер[6].
- Капитан Уильям Стэнсбери (англ. Captain William Stansbury) — лев, капитан корабля, который разбился около сотни лет назад, и впоследствии был преобразован в бар Луи. Балу и Луи случайно пробуждают призрак капитана. Он соблазнил Ребекку и попытался увести её с собой в мир духов. Появляется в серии «Мечты, где ваша сладость?». Озвучивание — Питер Ренедей.
- Сеймур (англ. Seymour) — злобный койот-дрессировщик. Держит свой собственный аквапарк с китёнком Димплом и другими морскими животными. На самих животных ему наплевать, и он совсем не заботится о создании для них комфортных условий. Хранит у себя гарпунное оружие, что является незаконным. Появляется в серии «Суета из-за кита».
- Инспектор Грот — проверяющий из Агентства по чуткому отношению к рыбам и животным (АПЧОРИЖ), которого вызвали Балу и Кит, чтобы прикрыть аквапарк Сеймура. Появляется в серии «Суета из-за кита». Озвучивание — Джим Каммингс[6].
- Ральф Трогмартон (англ. Ralph Throgmorton) — ворчливый суслик, работающий лётным инструктором. Заставляет своих учеников делать всё по пунктам в инструкции, из-за чего Балу раз за разом проваливает у него экзамен. Имеет внучку Кэти, полностью подражающая деду. Появляется в серии «Медведь на бреющем полёте». Озвучивание — Кен Сансом.
- Кисуля Кабудл (англ. Kitten Kaboodle) — знаменитая кошка-актриса, соблазнившая Балу и пытавшаяся поднять рейтинги для своего фильма, подстроив серию несчастных случаев. Появляется в серии «И звёзды меркнут», а также в качестве камео в серии «Последний шанс Луи». Озвучивание — Тресс МакНил.
- Муфик и Буфик Вандершмер (англ. Muffy and Buffy Vanderschmere) — богато одетые супруги-лисы, которым якобы необходимо было доставить свои бриллианты в родовое поместье. На самом деле являются мошенниками, подставившими Луи и, пользуясь новым видом страховки, пытавшимися забрать «Нырок» себе. Появляются в серии «Не всё то золото, что блестит». В качестве камео их можно заметить в сериях «Игра слов», «Тембрийская награда», «Город за горизонтом», «Воспитание Балу» и «Экспериментальная модель». Озвучивание — Линда Гэри и Фрэнк Уэлкер.
- Джек Кейс (англ. Jack Case) — кролик, выдающий себя за шпиона, которому необходимо доставить секретный груз в Тембрию. В действительности оказывается обычным почтальоном, перепутавшим посылки. Появляется в серии «Шпион познаётся в беде». Озвучивание — Брайан Каммингс.
- Ганс и Хельга (англ. Hans and Helga) — супруги-еноты, потомственные прислуги баронов фон Бруинволдов. Их предки одним за другим убили двенадцать баронов, чтобы заполучить замок. Балу оказывается тринадцатым и последним, кого они должны были убить, однако благодаря Ребекке злодеям это не удаётся. Появляются в серии «Балу голубых кровей». Озвучивание — Стэн Джонс и Джоан Гербер.
- Профессор Обоуэнс — мартышка-профессор, искатель приключений, нашедший идол, способный менять местами души. Появляется в серии «Превращения от похищения».
- Авиатор Джексон (англ. Whistlestop Jackson) — один из величайших пилотов, «кумир миллионов», в том числе и для Балу. В юности из-за одного контракта стал заклятым врагом Шер Хана. Был приглашён Ребеккой в компанию «Заплати и Лети» для повышения прибыли. Появляется в серии «Легендарный авиатор Джексон». Озвучивание — Хамильтон Камп.
- Ля Фонг — министр финансов Кропляндии, сговорившийся с Шер Ханом для устранения авиатора Джексона. Появляется в серии «Легендарный авиатор Джексон».
- Руки-Крюки (англ. Cool Hands Luke) — самодовольный белый медведь, работающий на конкурирующую лётную фирму. Не выносит всех, кто работает на женщин. Появляется в серии «В воздухе женщины». Озвучивание — Рон Файнберг.
- Ван Ло (англ. Wan Lo) — панда, правитель воинственной страны Панда-Лы, пытавшейся захватить Кейп-Сюзет. Появляется в серии «Город за горизонтом». Озвучивание — Роберт Ито.
- Джо МакГи (англ. Joe McGee) — лев, пилот-ас, получивший множество наград за подвиги. Во время одного из таких подвигов получил травму, из-за чего хромал всю оставшуюся жизнь, а после основал лётную школу. Помогает Балу вновь вспомнить навыки пилотирования. В конце выясняется, что он умер двадцать лет назад и является призраком или «ангелом-хранителем» Балу. Появляется в серии «Старик и Утёнок».
- Полковник Грогг (англ. Colonel Grogg) — пёс-полковник, услышавший по рации разговор Балу и Ребекки о вторжении марсиан и поверивший, что оно происходит на самом деле. Появляется в серии «Война врунов». Озвучивание — Майкл Белл.
- Оскар Вандерсноб (англ. Oscar Vandersnoot) — робкий друг Кита и участник клуба «Воздушные асы». Чтобы он вступил в клуб, Кит вместе с друзьями устраивает для него приключение. В итоге Оскару самому приходится вытаскивать их всех из плена пиратов. Появляется в серии «Грозные капитаны».
- Эрни (англ. Ernie) — рыжая гиена, друг Кита. Один из участников «Клуба воздушных асов». Появляется в сериях «Грозные капитаны» и «Реактивный Балу».
- Салли (англ. Broadcast Sally) — бегемотиха, радиоведущая Кейп-Сюзета. Знакомая Балу, которую он подговорил выйти в эфир на день раньше, чтобы убедить Ребекку выдать зарплату. Появляется в серии «Бандиты и время». Озвучивание — Шерил Бернштейн.
- Кэтти Дотт (англ. Katie Dodd) — рыжая лисица-археолог, сумевшая найти колокольчики, которые привели её к затерянному городу Тинабула. Появляется в серии «По ком звонит колокол?». Озвучивание — Эллен Герстелл[6].
- Тадеуш Ляск (англ. Thaddeus E. Klang) — кобра, носящая металлический остов с двумя железными руками. Захватив в плен Кэтти, находит Тинамулу, а в нём мощное акустическое оружие, с помощью которого хочет завладеть миром. Появляется в серии «По ком звонит колокол?». Озвучивание — Тим Карри.
- Шериф Гомер Клегхорн (англ. Sheriff Gomer Cleghorn) — свин, шериф города Камнебум-сити, принадлежащий Хану. Пытался вместе с подручным Венделом выкрасть ценный минерал Яргониум и сбежать. Появляется в серии «Гражданин Хан». Озвучивание — Дэвид Дойл.
- Клементина Умникум (англ. Clementine Clevenger) — серая кошка с светлыми волосами, инженер в городке Камнебум-сити. Пыталась предупредить Хана о махинациях местного начальства. Влюблена в Баламута. Появляется в серии «Гражданин Хан», а также в качестве камео в серии «Глубокие знания». Озвучивание — Кэт Сьюси[6].
- Сыч Капоне (англ. Owl Capone) — сова-гангстер, захвативший огромный аэроплан-ресторан «Лось во фраке», чтобы ограбить всех богатых посетителей. Появляется в серии «Воспитание Балу». Его имя является отсылкой к известному американскому гангстеру Аль Капоне. Озвучивание — Морис ЛаМарш[6].
- Плана Джейн (англ. Plain Jane) — бегемотиха-пилот, давняя соперница Балу. Всем азам пилотирования её научил сам Балу. Соревнуется с ним в доставке Рубиновых крыльев принцессе королевства Вала-Вала. Появляется в серии «Искатели утраченного сокровища». Озвучивание — Сьюзен Сило.
- Полунельсон  — пёс-гангстер по кличке «Младенчик». Маменькин сынок, способен пробивать сейфы головой. Подставил Балу, пытаясь уйти от полиции. Появляется в серии «Задержание Младенчика».
- Барни О Туррет (англ. Barney O'Turret) — неуклюжий старый свин, прослуживший пятьдесят лет на пушке Кейп-Сюзет до пенсии. Многие вещи по его словам он не делал, но «видел тысячу раз». Появляется в серии «Пушки и прыжки». Озвучивание — Джек Эйнджел.
- Майра (англ. Myra) — маленькая лисица. Штатный археолог и министр культуры Песчании, сумевшая с помощью древней плиты найти пропавшую пирамиду царя Превосхода. Появляется в серии «Тайны ошибок древности». Озвучивание — Лиз Георгиес[6].
- Мистер Помирой — директор школы, в которой учится Кит, и куда пришёл Балу, чтобы получить свой аттестат о среднем образовании. Появляется в серии «Глубокие знания». Озвучивание — Алан Оппенхаймер[6].
- Доктор Аксолотль (англ. Dr. Axolotl) — зелёный ящер с рыжей причёской. Сумасшедший учёный, изобретатель робота «Механик-электрический трудяга» (МЭТ). После того, как Хан не принял его разработку, решил перепрограммировать робота для похищения бизнесмена. Появляется в серии «Реактивный Балу». Озвучивание — Роджер Бампасс.
- Уна (англ. Una) — старая предсказательница, объявившая Балу «Великим ламой», который должен найти и уничтожить Идол Рока. Появляется в серии «Судьбу не обманешь».
- Эль Гато (англ. El Gato) — бандит, пытающийся выкрасть Идол Рока. Имеет чёрного ворона. Появляется в серии «Судьбу не обманешь». Озвучивание — Джим Каммингс[6].
- Ас Лондон (англ. Ace London) — серый волк, самодовольный лётчик-ас. Должен был испытывать новый реактивный двигатель, но по оплошности перепутал его с грузом Балу. Появляется в серии «Экспериментальная модель». Озвучивание — Фил Хартман.
- Ненормальная Эдди (англ. Crazy Edie) — птица-механик, которая с помощью особых существ, мохнатых лобстеров, портила самолёты и брала деньги за их же починку. Имеет аллигатора по кличке Элл. Появляется в серии «Пушистые непоседы». Озвучивание — Билли Хейс.
- Луиза Ламур (англ. Louise Lamour) — богатая и слегка чокнутая тётя Луи. Обожает вечеринки и экстрим. Часто называет своего племянника «Луис», чего Луи не выносит. Карнаж её похищает и требует выкуп, но тётушка влюбляется в него и обезумевшие пираты сами её отдают. Появляется в серии «Выкуп за тётушку». Озвучивает — Джим Каммингс[6].
- Принцесса Лотта Ламур (англ. Princess Lotta Lamour) — рыжая лисица, принцесса Макадамии. Интересен тот факт, что её отец (король Макадамии) является белым кроликом. Появляется в серии «Дорога в Макадамию». Озвучивание — Кэт Сьюси[6].
- Канцлер Трэмбл (англ. Chancellor Trample) — первый помощник короля Макадамии. Выкрал весь бюджет Макадамии, сделав её банкротом, чтобы занять трон и жениться на принцессе. Появляется в серии «Дорога в Макадамию». Озвучивание — Джим Каммингс[6].
- О'Рорк  (англ. O'Rourke) — бык, сафари-гид, обнаруживший источник с древней водой, который оживляет динозавров. Хотел под видом детского зоопарка устроить место для охоты. Появляется в серии «Потерянный рай». Озвучивание — Джим Каммингс[6].
- Доктор Зибалдо (англ. Dr. Zibaldo) — рыжий лис, учёный, изобретатель уменьшающей машины. Появляется в серии «Очень маленькая Молли». Озвучивание — Дэн Кастелланета.
- Капитан Рик Скай (англ. Captain Rick Sky) — легендарный лётчик, награждённый высшей наградой «Лётный крест». Командир пропавшей двадцать лет назад седьмой лётной эскадрильи, участвовавшей в Великой войне. Появляется в серии «Гости из прошлого».